# E. M. de Melo e Castro
E. M. de Melo e Castro, nome literário de Ernesto Manuel Geraldes de Melo e Castro ComIH (Covilhã, 1932 - São Paulo, 29 de agosto de 2020), foi um engenheiro, poeta, ensaísta, escritor e artista plástico português. 
Figura multifacetada, autor de uma obra caracterizada pela construção de experiências com vários materiais e vários média, a ação de E. M. de Melo e Castro foi particularmente marcante na emergência da poesia experimental em Portugal.

## Biografia
Filho de Ernesto de Campos Melo e Castro (Covilhã, 1896 — Covilhã, 1973), director da Escola Industrial e Comercial Campos Melo, neto materno do 1.° Visconde da Coriscada e Comendador da Ordem da Instrução Pública a 1 de Agosto de 1955, e de sua mulher e duas vezes prima Maria Gonzaga de Campos e Melo Geraldes. 
Foi casado com a escritora Maria Alberta Menéres e pai da cantora Eugénia Melo e Castro.
Licenciatura em Engenharia Têxtil pela Universidade de Bradford (1956); Doutoramento em Letras pela Universidade de São Paulo (1998). Foi professor no Instituto Superior de Arte, Design e Marketing (IADE) e na Pontifícia Universidade Católica de São Paulo, Brasil.
Destacou-se como um dos pioneiros da Poesia Visual (concreta) em Portugal. Ideogramas data de 1962 e reúne 29 poemas concretos, publicados sem qualquer introdução ou nota explicativa; este livro é considerado um marco fundador da Poesia Concreta e do Experimentalismo em Portugal. Participou no primeiro e foi um dos organizadores do segundo número da revista Poesia Experimental, em 1964 e 1966, respetivamente (Ver: Poesia Experimental Portuguesa). Entre as diversas antologias e suplementos em que colaborou, assinale-se a organização de Hidra 2 (1969) e Operação 1 (1967).. Também colaborou revista Arte Opinião  (1978-1982).
A prática poética de Melo e Castro "tem sido acompanhada por uma teorização sistemática sobre a linguagem e as tecnologias de comunicação. Na sua extensa obra cruzam-se múltiplas práticas e formas experimentais: a explosão grafémica e gráfica que combina a fragmentação da palavra com a espacialização da escrita alfabética e do desenho geométrico; o poema-objeto tridimensional e a instalação; a recombinação intermédia de escrita, som e imagem em movimento; a performance que inscreve a presença corporal, vocal e gestual do autor nas práticas sociais e técnicas de comunicação; a teorização do poema como dispositivo de crítica do discurso no universo saturado dos média". Figura marcante no contexto artístico português dos anos de 1960 e 1970, nas décadas que se seguiram dedicou-se a investigar e a espelhar no seu trabalho as relações entre a arte e o desenvolvimento tecnológico. Foi autor de um conjunto de obras pioneiras na utilização do vídeo e do computador na produção literária, que constituem uma "síntese da consciência autorreflexiva da ciência e da arte contemporânea" (na Universidade Aberta, nomeadamente, desenvolveu entre 1985 e 1989 um projeto de criação de videopoesia denominado Signagens).
A sua prolífica atividade artística foi apresentada em numerosas exposições coletivas, em Portugal e no estrangeiro (entre as quais a histórica Alternativa Zero, 1977); realizou diversas exposições individuais (Galeria 111, Lisboa, 1965; Galeria Buchholz, 1974; Galeria Quadrum, 1978; etc.), espetáculos e happenings (Galeria Divulgação, 1975; Centro de Arte Moderna, Fundação Calouste Gulbenkian, 1985; etc.). Na sua atividade enquanto poeta e crítico publicou dezenas de livros (entre os quais a Antologia da Novíssima Poesia Portuguesa, 1959, em colaboração com Maria Alberta Menéres).
Em 2006, o Museu de Arte Contemporânea de Serralves apresentou O Caminho do Leve, uma grande exposição retrospetiva da sua obra; da poesia concreta e experimental à infopoesia, passando pela videopoesia, sem esquecer a criação de imagens fractais, a mostra reuniu uma seleção de obras representativas de quase cinco décadas de trabalho. Em Coimbra, na sua exposição Do Leve à Luz (integrada no ciclo Nas Escritas PO.EX, 2012), apresentou 14 novos Videopoemas. 
A 10 de junho de 2017, foi feito Comendador da Ordem do Infante D. Henrique.
Morreu na noite de 29 de agosto de 2020, aos 88 anos, em São Paulo.

### Transgressão
"[...] para mim, trabalhar o verso, trabalhar a prosa, trabalhar o signo não verbal, quer com meios gráficos convencionais ou com meios tecnológicos avançados, faz parte de um processo total que eu chamo poiésis, isto é, a produção do artefato, a produção do objeto, mas do objeto novo, evidentemente. E é justamente nesta inovação, ou nos aspetos transgressivos em relação às normas estabelecidas para a produção de versos, de poemas em prosa ou até mesmo de poemas visuais, é na transgressão que, para mim, se encontra o ponto crucial dessa produção". E. M. de Melo e Castro, 2001

## Algumas obras

Tontura, 1962 (Ideogramas, pág. 25)

## Algumas obras[7][14]

### Poesia
- Entre o Som e o Sul (1960)
- Queda Livre (1961)
- Mudo Mudando (1962)
- Ideogramas (1962)
- Objeto Poemático de Efeito Progressivo (1962)
- Poligonia do Soneto (1963)
- Versus-in-Versus (1968)
- Álea e Vazio (1971)
- Visão/Vision (1972)
- Ciclo de Queda Livre (1973) – antologia
- Concepto Incerto (1974)
- Resistência das Palavras (1975)
- Cara lh amas (1975)
- Círculos Afins (1977) – antologia
- As Palavras Só-Lidas (1979)
- Re-Camões (1980)
- Corpos Radiantes (1982)
- Autologia: Poemas Escolhidos 1951-1982 (1983) – antologia
- Entre o Rigor e o Excesso: um Osso (1994)
- Finitos mais Finitos (1996)
- Trans(a)parências – Poesia I, 1950-1990 (1990) – antologia; Grande Prémio de Poesia Inaset – Inapa, 1990
- Enquanto Jactos e Hiatos (1994)
- Algorritmos: Infopoemas (1998)

### Ensaio
- A Proposição 2.01 (1965)
- O Próprio Poético (1973)
- Dialéctica das Vanguardas (1976)
- In-novar (1977)
- As Vanguardas na Poesia Portuguesa do Século XX (1980)
- PO.Ex: Textos Teóricos e Documentos da Poesia Experimental Portuguesa (1981; com Ana Hatherly)
- Antologia de Textos Teóricos – Essa Crítica Louca (1982)
- Literatura Portuguesa de Intervenção (1984)
- Projeto: poesia (1984)
- Poética dos Meios e Arte High Tech (1986)
- Voos de Fénix Crítica (1995) – Prémio Jacinto do Prado Coelho, da Delegação Portuguesa da Associação Internacional dos Críticos Literários.

### Videopoemas
- Roda-Lume (1969, 1986)
- Signagens  (1985-1989)
- Sonhos de Geometria (1993)
- Navegações Fractais (2001)
- Gerador de Universos (2005)

### Publicações recentes (Brasil)
- Antologia Efémera (2001)
- Livro de Releituras e Poiética Contemporânea (2008)
- Neo-Poemas-Pagãos (2010)
- Quatro Cantos do Caos (2009)
- O Paganismo em Fernando Pessoa (2010)
- A Agramaticidade das Feridas do Coração (2011)
- Poemas do É (2012)